# Krajowa instytucja płatnicza
Krajowa instytucja płatnicza – obok małej instytucji płatniczej zgodnie z ustawą z 19 sierpnia 2011 roku o usługach płatniczych osoba prawna, która uzyskała zezwolenie na prowadzenie działalności w charakterze instytucji płatniczej, czyli w szczególności działalności polegającej na świadczeniu wybranych lub wszystkich wymienionych w ustawie usług płatniczych. 
Krajowa instytucja płatnicza może prowadzić działalności zarówno na terytorium Rzeczypospolitej Polskiej, jak i na terytorium innych państw należących do Europejskiego Obszaru Gospodarczego. Prowadzenie działalności na terytorium innego państwa może odbywać się: 
- w formie oddziału,
- za pośrednictwem agenta,
- w ramach działalności transgranicznej.

## Wymogi krajowej instytucji płatniczej

### Wymogi wynikające z ustawy
Działalność krajowych instytucji płatniczych jest działalnością regulowaną. Oznacza to, że: 
- przed rozpoczęciem działalności konieczne jest uzyskanie zezwolenia wydawanego przez Komisję Nadzoru Finansowego,
- uzyskanie wpisu do rejestru informacji o wydawaniu pieniądza elektronicznego.

### Obowiązek uzyskania zezwolenia
Zezwolenie na prowadzenie działalności krajowej instytucji płatniczej wydawane jest przez Komisję Nadzoru Finansowego w efekcie przeprowadzenia postępowania licencyjnego.
Zezwolenie na świadczenie usług płatniczych w charakterze krajowej instytucji płatniczej może być wydane podmiotowi:
1. Posiadającemu kapitał założycielski co najmniej w wysokości:
  - kwoty 125 000 euro – jeżeli wnioskodawca zamierza świadczyć wszystkie lub niektóre z usług płatniczych,
  - kwoty 50 000 euro – jeżeli wnioskodawca zamierza świadczyć tylko usługi inicjowania transakcji płatniczej,
  - kwoty 20 000 euro – jeżeli wnioskodawca zamierza świadczyć jedynie usługę płatniczą przekazu pieniężnego;

Wysokość kapitału ustala się w równowartości w walucie polskiej, przy zastosowaniu kursu średniego ogłaszanego przez NBP, obowiązującego w dniu wydania zezwolenia. 
1. Posiadającemu środki finansowe przeznaczone na fundusze własne w wysokości, a kwota ta nie może być niższa od wyższej z wartości:
  - minimalnej wartości kapitału założycielskiego
  - kwoty obliczonej na podstawie Rozporządzenia Ministra Finansów z dnia 22 listopada 2011 r. w sprawie metody obliczania kwoty, o której mowa w art. 76 ust. 4 pkt 2 ustawy o usługach płatniczych,
2. Zapewniającym ostrożne i stabilne zarządzanie działalnością oraz należyte wypełnianie obowiązków związanych z przeciwdziałaniem praniu pieniędzy i finansowaniu terroryzmu, w szczególności przez posiadanie systemu zarządzania ryzykiem i kontroli wewnętrznej odpowiedniego do rodzaju, skali i stopnia złożoności świadczonych usług płatniczych, w tym:
  - struktura organizacyjna i stosowne procedury podejmowania decyzji powinny obejmować całokształt prowadzonej działalności i umożliwiać realizację obowiązków instytucji obowiązanej w myśl tzw. ustawy o AML;
  - zasady zarządzania ryzykiem powinny w szczególności określać zasady szacowania ryzyka, procedury jego identyfikacji, jego monitorowanie oraz sposoby jakie instytucja płatnicza ma zamiar wdrożyć celem ograniczenia ryzyka;
  - kontrola wewnętrzna powinna swoim zakresem obejmować audyt wewnętrzny, badanie zgodności prowadzonej działalności z ustawą, przepisami o przeciwdziałaniu praniu pieniędzy i finansowaniu terroryzmu oraz regulacjami wewnętrznymi instytucji płatniczej;
  - opis powinien dotyczyć zasad postępowania ze środkami pieniężnymi przyjmowanymi od użytkowników w celu wykonania transakcji płatniczych a także procedur rozpatrywania skarg użytkowników, oraz systemu komunikacji wewnętrznej.
3. Posiadającym rozwiązania organizacyjne mające służyć ochronie środków pieniężnych użytkowników zgodnie z art. 78 UUP.

#### Finansowanie założenia instytucji płatniczej
Środki finansowe na pokrycie kapitału założycielskiego instytucji płatniczej nie mogą pochodzić:
- z kredytu lub pożyczki ani być w inny sposób obciążone,
- z nielegalnych lub nieujawnionych źródeł;

Udział środków niepieniężnych w środkach finansowych na pokrycie funduszy własnych krajowej instytucji płatniczej nie może przekroczyć 20%, a w przypadku gdy instytucja płatnicza udziela kredytów płatniczych, ogólny wymóg wysokości funduszy własnych zwiększa się o 5% całkowitej wartości kredytów udzielonych w ciągu ostatniego roku obrotowego.
Krajowa instytucja płatnicza ma obowiązek posiadać w każdym czasie fundusze własne dostosowane do rozmiaru prowadzonej działalności i rodzaju usług płatniczych, jakie może świadczyć na podstawie posiadanego zezwolenia.

#### Wymagane dokumenty
Zgodnie z art. 61 ustawy o usługach płatniczych, wniosek o udzielenie zezwolenia powinien zawierać: 
1. aktualny numer w KRS.
2. akt założycielski, czyli w szczególności statut lub umowę spółki;
3. wykaz usług płatniczych, które krajowa instytucja płatnicza będzie świadczyć;
4. program działalności i plan finansowy na okres co najmniej trzech lat, nie wliczając roku, w którym wniosek został złożony;
5. dokumenty, które potwierdzają posiadanie środków finansowych które mają stanowić fundusze własne instytucji;
6. opis systemu zarządzania ryzykiem i kontroli wewnętrznej;
7. dane które będą pozwalały na ustalenie tożsamości osób zarządzających oraz osób, które bezpośrednio lub pośrednio posiadają znaczny pakiet akcji lub udziałów w spółce lub spółdzielni zamierzającej wykonywać usługi płatnicze, ze wskazaniem na wielkość należącego do nich pakietu udziałów lub akcji;
8. dokumenty i informacje pozwalające na ocenę, czy wnioskodawca i osoby opisane powyżej dają rękojmię ostrożnego i stabilnego zarządzania instytucją płatniczą, w szczególności:
  - dokumenty pozwalające na ocenę, czy osoby decyzyjne posiadają wykształcenie i doświadczenie zawodowe niezbędne do zarządzania działalnością w zakresie świadczenia usług płatniczych,
  - informacje dotyczące tego, czy osoby decyzyjne w instytucji płatniczej lub sama spółka była skazana za przestępstwo lub przestępstwo skarbowe Wskazuje się nadto postępowania warunkowo umorzone oraz zakończone ukaraniem postępowania dyscyplinarne. Ocena powinna dotyczyć również innych zakończonych postępowań administracyjnych i cywilnych, które dotyczą wnioskodawcy lub osób zarządzających oraz osoby, które bezpośrednio lub pośrednio posiadają znaczny pakiet akcji lub udziałów w spółce/spółdzielni, zamierzającej wykonywać usługi płatnicze;
  - informacje o aktualnie toczących się procesach karnych w sprawach o przestępstwo umyślne, z wyłączeniem przestępstw ściganych z oskarżenia prywatnego, postępowaniach w sprawie o przestępstwo skarbowe, jak również o toczących się postępowaniach administracyjnych, dyscyplinarnych i cywilnych – prowadzonych przeciwko osobom zarządzającym oraz osobom, które bezpośrednio lub pośrednio posiadają znaczny pakiet akcji lub udziałów w spółce/spółdzielni, zamierzającej wykonywać usługi płatnicze lub związanych z działalnością tych osób albo wnioskodawcy;
9. Dane, które będą pozwalały na ustalenie tożsamości biegłych rewidentów i innych podmiotów uprawnionych do badania sprawozdań finansowych.

Komisja Nadzoru Finansowego wydaje decyzję w przedmiocie zezwolenia w terminie 3 miesięcy od dnia otrzymania wniosku lub jego uzupełnienia. Termin rozpatrzenia sprawy wydłuża się o czas niezbędny do uzupełnienia dokumentacji/informacji załączonej do wniosku, w przypadku gdy złożony wniosek był niekompletny.

### Uzyskanie wpisu do rejestru informacji o wydawaniu pieniądza elektronicznego.
Krajowa instytucja płatnicza jest wpisywana do rejestru z urzędu w terminie 14 dni od dnia uzyskania zezwolenia. Samo dokonanie wpisu do rejestru nie podlega opłacie. Opłacie podlega natomiast wydanie zezwolenia na świadczenie usług w charakterze krajowej instytucji płatniczej. Opłata wynosi równowartość kwoty 1 250 euro (z zastosowaniem kursu średniego ogłaszanego przez Narodowy Bank Polski, obowiązującego w dniu wydania zezwolenia na rachunek wskazany w wezwaniu KNF do uiszczenia tej opłaty).
Opłacie podlega również zmiana zezwolenia na świadczenie usług w charakterze krajowej instytucji płatniczej. Opłata za zmianę wynosi równowartość w walucie polskiej kwoty 400 euro. Opłata w niektórych przypadkach nie będzie jednak pobierana. Dotyczy to w szczególności sytuacji, gdy  zmiana zezwolenia dotyczy wyłącznie ograniczenia rodzaju usług płatniczych. 
Na krajowej instytucji płatniczej spoczywa obowiązek zawiadomienia Komisji Nadzoru Finansowego o każdej zmianie danych uwidocznionych w rejestrze oraz przesyłania do Komisji Nadzoru Finansowego (w terminie 14 dni od uzyskania informacji o zmianie) wniosku o dokonanie zmiany tych danych. Wpis podlega opłacie, a o wysokości opłaty i numerze rachunku organ informuje pisemnie wnioskodawcę po dokonaniu wpisu do rejestru.

## Uprawnienia KIP
Krajowa instytucja płatnicza może świadczyć wszystkie lub wybrane usługi płatnicze wskazane w ustawie. Są to usługi polegające na: 
1. Przyjmowaniu wpłat gotówki i dokonywaniu wypłat gotówki z rachunku płatniczego oraz wszelkie działania niezbędne do prowadzenia rachunku;
2. Wykonywaniu transakcji płatniczych, w tym transferu środków pieniężnych na rachunek płatniczy u dostawcy użytkownika lub u innego dostawcy:
  - przez wykonywanie usług polecenia zapłaty, w tym jednorazowych poleceń zapłaty,
  - przy użyciu karty płatniczej lub podobnego instrumentu płatniczego,
  - przez wykonywanie usług polecenia przelewu, w tym stałych zleceń;
3. Wykonywaniu transakcji płatniczych wymienionych w pkt 2, w ciężar środków pieniężnych udostępnionych użytkownikowi z tytułu kredytu, a w przypadku instytucji płatniczej lub instytucji pieniądza elektronicznego - kredytu,
4. Wydawaniu instrumentów płatniczych;
5. Umożliwianiu akceptowania instrumentów płatniczych oraz wykonywania transakcji płatniczych, zainicjowanych instrumentem płatniczym płatnika przez akceptanta lub za jego pośrednictwem, polegających w szczególności na obsłudze autoryzacji, przesyłaniu do wydawcy instrumentu płatniczego lub systemów płatności zleceń płatniczych płatnika lub akceptanta, mających na celu przekazanie akceptantowi należnych mu środków, z wyłączeniem czynności polegających na rozliczaniu i rozrachunku tych transakcji w ramach systemu płatności w rozumieniu ustawy o ostateczności rozrachunku (acquiring);
6. Świadczeniu usługi przekazu pieniężnego;
7. Świadczeniu usługi inicjowania transakcji płatniczej;
8. Świadczeniu usługi dostępu do informacji o rachunku.

Niezależnie od tego, jakie krajowa instytucja płatnicza będzie zamierzała świadczyć usługi, mogą one być świadczone za pośrednictwem agentów. KIP może także na podstawie umowy zawartej w formie pisemnej z innym przedsiębiorcą, powierzyć temu przedsiębiorcy wykonywanie określonych czynności operacyjnych związanych ze świadczeniem usług płatniczych lub z działalnością w zakresie wydawania pieniądza elektronicznego (outsourcing).